# Șieu-Măgheruș
Șieu-Măgheruș (Hongaars: Sajómagyarós) is een Roemeense gemeente in het district Bistrița-Năsăud.
Șieu-Măgheruș telt 4129 inwoners.
De gemeente bestaat uit de volgende dorpen:
- Arcalia (Árokalja of Kallesdorf)
- Chintelnic (Kentelke)
- Crainimăt (Királynémeti of Baierdorf)
- Podirei (Pogyerej)
- Sărățel (Szeretfalva)
- Șieu-Măgheruș (Sajómagyarós)
- Valea Măgherușului (hoofdplaats, Sajómagyarósi völgy)

## Demografische historie 1900
Rond 1900 was de gemeente diverser dan tegenwoordig, de Saksen waren nog in groten getale woonachtig in de streek Nösnerland, zoals in onderstaande kernen:
- Arcalia (Árokalja) 908 inwoners, 363 Roemenen, 37 Hongaren en 508 Saksen (56%)
- Crainimăt (Királynémeti) 539 inwoners, 116 Roemenen, 21 Hongaren en 402 Saksen (75%)